# Luxemburger Wort
Luxemburger Wort ("Discorso lussemburghese") è un quotidiano lussemburghese in lingua tedesca. Esiste un'edizione in inglese chiamata Luxembourg Times. È di proprietà di Mediahuis Lussemburgo.

## Storia e profilo
Il Luxemburger Wort ha iniziato le pubblicazioni nel 1848. Il giornale venne fondato appena tre giorni dopo l'abolizione della censura sulla stampa. Il giornale è scritto principalmente in tedesco, ma include piccole sezioni sia in lussemburghese che in francese. Per molti anni, dalla sua fondazione fino a tempi recenti, il giornale ha fatto parte della Saint-Paul Luxembourg SA di proprietà dell'arcidiocesi. Il giornale ha una forte inclinazione cattolica.
Non si sa esattamente come il Vicario Apostolico Jean-Théodore Laurent, accusato dal governo di aver provocato la Rivoluzione del 1848 e costretto a lasciare il paese sei settimane dopo, abbia portato alla creazione del giornale.
Tuttavia, Laurent scrisse al fratello che si avvalevano della libertà di stampa. Nel 1948, il vescovo Joseph Laurent Philippe definì la fondazione del Luxemburger Wort come l'ultimo grande atto di Laurent; il direttore del seminario Georges Hellinghausen definì la partecipazione di Laurent come decisiva. Il nuovo quotidiano era un giornale cattolico aggressivo e, in parte, combattivo nei confronti dello Stato liberale. La sua creazione segnò la vera nascita del cattolicesimo politico in Lussemburgo.
Fin dalla sua fondazione, il giornale si oppose al Volksfreund, fondato da Samuel Hirsch, e allo Judenrabbiner, nonché al sussidio per la comunità ebraica. Nel periodo dal 1849 al 1880, in media, venivano pubblicati due articoli antisemiti a settimana.
Dal 1938 il giornale si oppose alla Germania nazista. Nel 1940, dopo l'invasione tedesca del Lussemburgo, il Luxemburger Wort venne cooptato come parte dell'occupazione. Il direttore Jean Origer e i giornalisti Batty Esch e Pierre Grégoire furono arrestati dai nazisti e mandati in un campo di concentramento. Pierre Grégoire fu l'unico di loro a sopravvivere alla prigionia.  Dopo la liberazione del Lussemburgo, il giornale titolò: Lëtzebuerg as fräi! ("Il Lussemburgo è libero!"). Nello stesso periodo questa fu una delle poche edizioni ad apparire interamente in lussemburghese; la casa editrice cambiò anche il suo nome dal tedesco al francese come atto simbolico.
Dopo la sostituzione di André Heiderscheid come caporedattore con Leon Zeches, quest'ultimo cercò di "de-ideologizzare" il giornale e di allontanarlo maggiormente dal Partito Popolare Cristiano Sociale. Ad esempio, il giornale cominciò sempre più spesso a riportare anche iniziative, dibattiti e congressi di altri partiti politici.
Dal 17 marzo 2005 al 21 marzo 2008 il giornale era intitolato d' Wort: Luxemburger Wort für Wahrheit und Recht .
Nel periodo 1995-1996 il Luxemburger Wort ebbe una tiratura di 85.000 copie, diventando il giornale più venduto del Paese. La tiratura del giornale è stata di 83.739 copie nel 2003. Nel 2006 la sua tiratura è stata di 79.633 copie. Nel 2007 il giornale aveva una tiratura di quasi 70.000 copie al giorno e un pubblico giornaliero di oltre 180.000 lettori (sia in versione cartacea che elettronica), rendendolo il giornale più popolare del Lussemburgo in entrambi i casi.